# Bugrino
Bugrinó (en ruso: Бугрино) es un pueblo ruso del distrito autónomo de Nenetsia (óblast de Arcángel), siendo el único asentamiento en el municipio "Consejo de la aldea Kolgúyevski", en la Región Polar del Distrito de Zapolyarny.

## Geografía
Situado en la isla Kolgúyev, que parece a una piedra, es el centro administrativo de la isla, la cual forma parte del distrito de Nenetsia. La comunicación entre el continente y el pueblo petrolero de Bugrinó se realiza por mar y, en invierno, por aire. La apertura de las comunicaciones permite que el aeropuerto se haga cargo del transporte durante todo el año a través de aeronaves (principalmente del tipo Yak-40, AN-24 y AN-26).

## Demografía
El pueblo tenía una población de 321 habitantes en 2023. La mayoría de ellos viven del pastoreo de renos, de la pesca o del petróleo y el gas.
| Año  | Población |
| ---- | --------- |
| 1920 | 203       |
| 1925 | 187       |
| 1932 | 26        |
| 1999 | 425       |
| 2002 | 400       |
| 2010 | 424       |
| 2011 | 436       |
| 2012 | 409       |
| 2013 | 408       |
| 2014 | 404       |
| 2015 | 407       |
| 2016 | 416       |
| 2017 | 417       |
| 2018 | 427       |
| 2019 | 427       |
| 2020 | 432       |
| 2021 | 337       |
| 2023 | 321       |

## Historia
En 1767, un grupo de Viejos Creyentes se estableció en lo que hoy en día es Bougrino, pero todos murieron de escorbuto un año después.
La colonia de Bougrino fue fundada oficialmente el 18 de agosto de 1875.